# Nicolas Marie Potain
Pour les articles homonymes, voir Potain.
Nicolas Marie Potain est un architecte français né à Paris en 1723 et mort à Choisy-le-Roi le 29 décembre 1790. Grand prix de Rome en 1738, il fut le proche collaborateur d'Ange-Jacques Gabriel au service des Bâtiments du roi. Il donna divers projets d'édifices civils ou religieux dont peu furent construits, fut chargé du contrôle du château de Fontainebleau, et construisit également pour une clientèle privée des bâtiments pour la plupart disparus. L'un des précurseurs de l'architecture néo-classique, il est l'auteur d'un Traité des ordres d'architecture (2e édition, 1767) dans lequel il s'est attaché à réhabiliter l'usage de la colonne. Il fut le beau-père de l'architecte Pierre Rousseau et du sculpteur Philippe-Laurent Roland et le beau-frère de l'architecte Gabriel de Lestrade.

## Biographie
Nicolas Marie Potain était le fils de François Potain (°1688), maître-menuisier-juré du roi et de Claude Renée Morel (°v. 1693) ; il était apparenté par sa mère aux sculpteurs Nicolas et Guillaume Coustou. Sa sœur Geneviève épousa l'architecte Gabriel de Lestrade puis l'entrepreneur Charles-Pierre Pécoul, beau-père du peintre David.

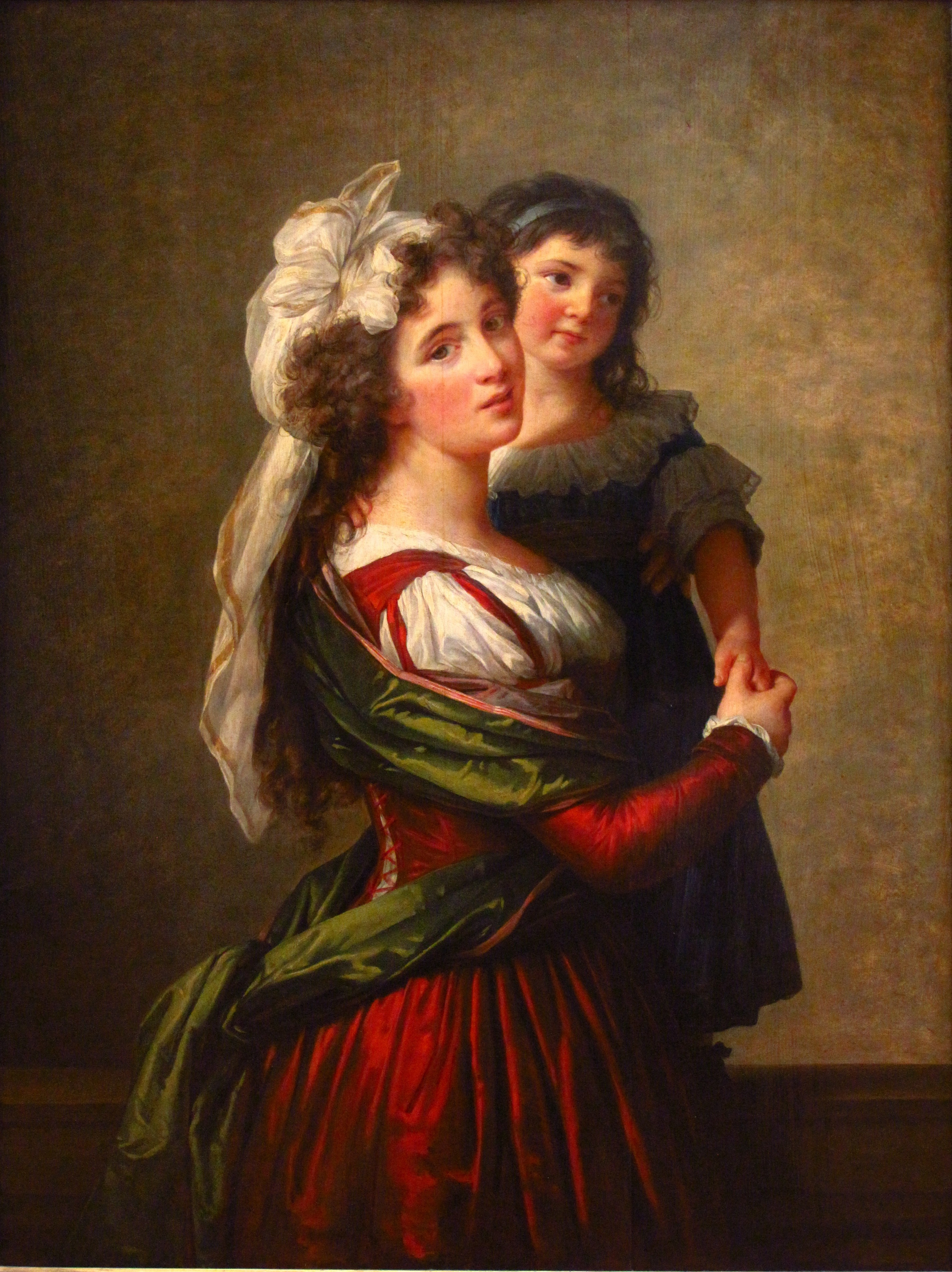
Élisabeth Vigée Le Brun, Mme Rousseau (née Marie Adrienne Potain) et sa fille, 1789.
Paris, Musée du Louvre.

Il épousa Marie-Louise Le Saché (v. 1725-1816), fille du secrétaire d'Ange-Jacques Gabriel et nièce de l'architecte du roi et stéréotomiste Jean-Baptiste Delarue. Elle lui donna cinq enfants, deux filles et trois fils, entre 1754 et 1759 : 
- Marie Adrienne (née en 1754) épousa en premières noces l'entrepreneur Pierre-Philippe Leroux puis, devenue veuve très jeune, elle se remaria en 1777 avec l'architecte Pierre Rousseau ; il existe un portrait de Mme Rousseau et sa fille par Mme Vigée-Lebrun[1] ;
- Nicolas (1755-1788) ;
- Thérèse Françoise (1757-1845) épousa en 1782 le sculpteur Philippe-Laurent Roland ;
- Marie Gabriel (1758-1793), officier de marine, mort à Saint-Domingue ;
- Victor Maximilien (1759-1841), dernier des trois fils, Prix de Rome en 1785, peintre d'histoire ; il épousa Thérèse Geneviève Tavernier.

Potain mourut à Choisy-le-Roi en 1790 « dans l'une des belles maisons construites par Peyre l'Aîné ou par Lemoine de Couzon qui existent encore, rue Auguste-Blanqui ». Sa veuve a écrit dans ses Souvenirs : « J'eus le malheur de perdre mon mari et Louis XVI me donna un logement à Choisy-sur-Seine que la Révolution m'a enlevé. »

### Un collaborateur de Gabriel
Potain fut élève de l'Académie royale d'architecture et remporta en 1738 le Grand prix de Rome avec pour sujet : « l'entrée ou plutôt une porte d'entrée à une grande ville, entourée d'un fossé de vingt toises de largeur, avec un pont pour traverser le fossé et dans la ville une rue qui réponde à la magnificence ».
À Rome, Potain devint l'ami du graveur Charles-Nicolas Cochin et connut les architectes Jean-Laurent Legeay, Maximilien Brébion et Nicolas-Henri Jardin, précurseurs du néoclassicisme. En août 1741, il fit une chute en visitant des toits et se brisa la clavicule. À la fin de 1745, Ange-Jacques Gabriel le chargea de relever les plans des principaux théâtres d'Italie.
En 1748, Gabriel choisit Potain comme premier dessinateur de son bureau, en remplacement de Louis-Adam Loriot. Le Premier architecte du roi soutint son collaborateur contre ses rivaux et plagiaires, allant jusqu'à montrer, dans un différend qui l'opposa à Charles Dupuis, une partialité qui lui fut vivement reprochée par le marquis de Marigny. Quand Louis XV posa la première pierre de l'École militaire, le 1er juin 1769, Potain lui présenta l'auge de vermeil contenant le mortier tandis que le duc de Choiseul mettait la truelle dans la main du roi. Potain s'était donc imposé comme un très proche collaborateur de Gabriel, et il n'est pas surprenant que plusieurs auteurs lui attribuent un rôle important dans la création de la place Louis-XV (aujourd'hui place de la Concorde) à Paris, entre 1754 et 1770. On sait que le marquis de Marigny apprécia les projets qu'il présenta pour la place Louis-XV.

### LeTraité des ordres d'architecture
En 1747, Potain publia son Traité des ordres d'architecture. La publication en 1752 de l’Essai sur l'architecture du R.P. Laugier l'amena à remanier son propre ouvrage. « Il fut l'un des premiers architectes qui soutinrent la tentative du jésuite pour rendre aux colonnes leur dignité et leur logique dans la structure des édifices. » Cette conception fut notamment développée par son gendre Pierre Rousseau à l'hôtel de Salm.
« Ces pilastres, écrit-il dans sa seconde édition de 1767, qui, chez les Romains, ne servaient qu'à marquer les quatre angles du mur du temple ont été ensuite employés par eux pour faire une décoration d'architecture en bas-relief, décoration bien inférieure à celle des colonnes. Il ne faut chercher à les employer que quand on ne peut pas faire autrement, car ils ne présentent qu'une faible idée des colonnes, n'étant capables que de produire une décoration très froide. »
Il dédia son livre au marquis de Marigny et le fit approuver par l'Académie royale d'architecture, où il avait été admis en 1756. Il s'y montre sensible à la philosophie sensualiste :
« L'objet de l'architecture gothique était d'étonner les yeux par un excès de légèreté. L'architecture grecque, au contraire, a son principe dans la solidité non seulement réelle, mais même apparente, parce qu'il ne suffit pas de faire un édifice solide, il faut encore qu'il tranquillise l'œil du spectateur. »
Vers 1825, les héritiers Potain envisagèrent de publier une nouvelle édition du Traité, comprenant la seconde partie, restée manuscrite. Mais Pierre Rousseau observa que les profils et les ornements n'en étaient plus au goût du jour et le projet fut abandonné.

### Principaux projets et réalisations notables

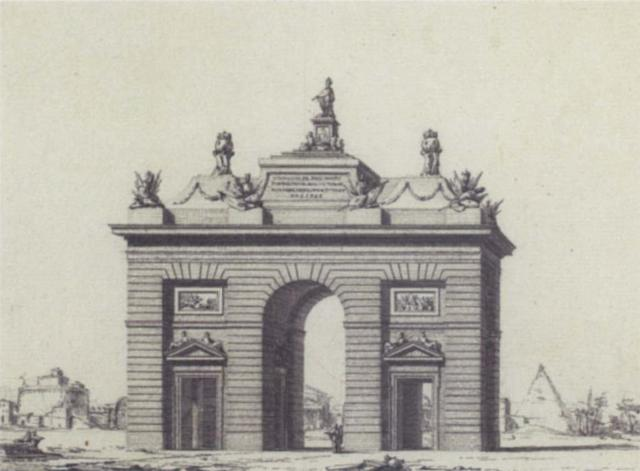
Projet pour un arc de triomphe surmonté d'une statue de Louis XV, attribué à Nicolas Marie Potain

En avril 1762, à la demande de l'évêque de Rennes, Mgr de Vauréal, il se rendit en Bretagne en compagnie de Soufflot pour expertiser l'état de la cathédrale Saint-Pierre de Rennes qui menaçait ruine. Il apparut alors que pour éviter un effondrement total, il était nécessaire de reconstruire l’édifice tout entier, à l’exception de la façade de construction récente et solide. Les deux architectes préconisèrent d'inverser l'orientation de l'édifice et de ne conserver que les tours, qui se trouveraient placées au chevet. L'Avant-Coureur du 7 juin 1762 rend compte de leur mission : « La Bretagne, zélée pour l'embellissement de sa capitale, a voulu encore qu'elle fût embellie d'une cathédrale bâtie dans le bon goût de l'architecture grecque [...] M. Potain sera chargé sous M. Soufflot de la conduite de cet édifice. ». Le projet donné par Potain fut approuvé par Louis XV en Conseil le 9 mars 1762. Il est conservé aux Archives nationales. « Gêné par l'environnement pour étendre les bras d'une croix latine, Potain a dessiné un vaisseau longitudinal à collatéraux et déambulatoire. L'ordre est un ionique cannelé. Dans l'abside, la chapelle ovale de la Communion prend place entre les clochers gothiques. » La démolition eut lieu de 1756 à 1768. Néanmoins, pour dégager les crédits nécessaires à la réalisation du projet de Potain, il aurait fallu mettre plusieurs abbayes « en économats » en privant leurs titulaires de leurs bénéfices. Le roi hésita et le projet fut gelé.
En 1764, Potain donna son projet le plus connu, celui de l'église Saint-Germain de Saint-Germain-en-Laye. « C'est une composition élégante et chaleureuse ; elle appartient à la décennie au cours de laquelle d'anciens pensionnaires de l'Académie de France à Rome, Peyre l'Aîné, Trouard, Chalgrin, Potain, remirent en honneur les principales dispositions des églises paléochrétiennes. »
La première pierre fut posée le 20 novembre 1766 par le duc de Noailles. Néanmoins, ce projet n'était pas jugé prioritaire par le contrôleur général des finances, Saint-Germain-en-Laye étant alors largement délaissé par la cour. « Pour couper court aux sollicitations de Potain et l'éloigner de ce chantier sans avenir, M. d'Angiviller [directeur général des Bâtiments du Roi, Arts, Jardins et Manufactures] lui proposa comme une promotion le contrôle de Fontainebleau. Avec une certaine hypocrisie, il fit valoir auprès des époux Potain que leur appartement de fonction y serait plus grand que celui de Versailles et qu'ils y trouveraient assez de chambres pour leurs garçons et leurs filles » Son gendre, Pierre Rousseau, reprit le chantier de Saint-Germain-en-Laye. Fatigué, Potain se le fit adjoindre au contrôle de Fontainebleau en 1785. Ensemble, en 1785-1786, ils édifièrent un nouveau corps de logis entre la galerie François Ier et le jardin de Diane pour agrandir les appartements royaux. 
En 1765, Potain donna un projet de théâtre dans lequel « les péristyles ne sont pas conçus comme une simple décoration urbaine, mais expriment la structure interne de l'édifice ».
Pour le marquis de Marigny, au château de Ménars, il donna un projet de pavillon en rotonde orné d'un ordre dorique destiné au lieu-dit Rond-de-Cour ; pour le même emplacement, il fut au nombre – avec Charles De Wailly et Michel-Barthélemy Hazon –  des architectes à qui le marquis demanda confidentiellement en 1768 des dessins pour un belvédère chinois.
À Paris, il bâtit pour le marquis de Castries le petit hôtel de Castries, no 76, rue de Varenne, qui fut donné en location en 1772 au prince de Rohan et en 1778 au duc de Guines. Cet hôtel fut détruit lors de la construction du ministère de l'Agriculture au XIXe siècle (V. Hôtel de Castries). 
Il partagea ou recueillit certaines des affaires de son beau-frère, Gabriel de Lestrade, dans le Dunois, comme au château de Courtalain à Courtalain (Eure-et-Loir) où il travailla pour la maison de Montmorency avant de s'effacer devant son gendre Rousseau. 

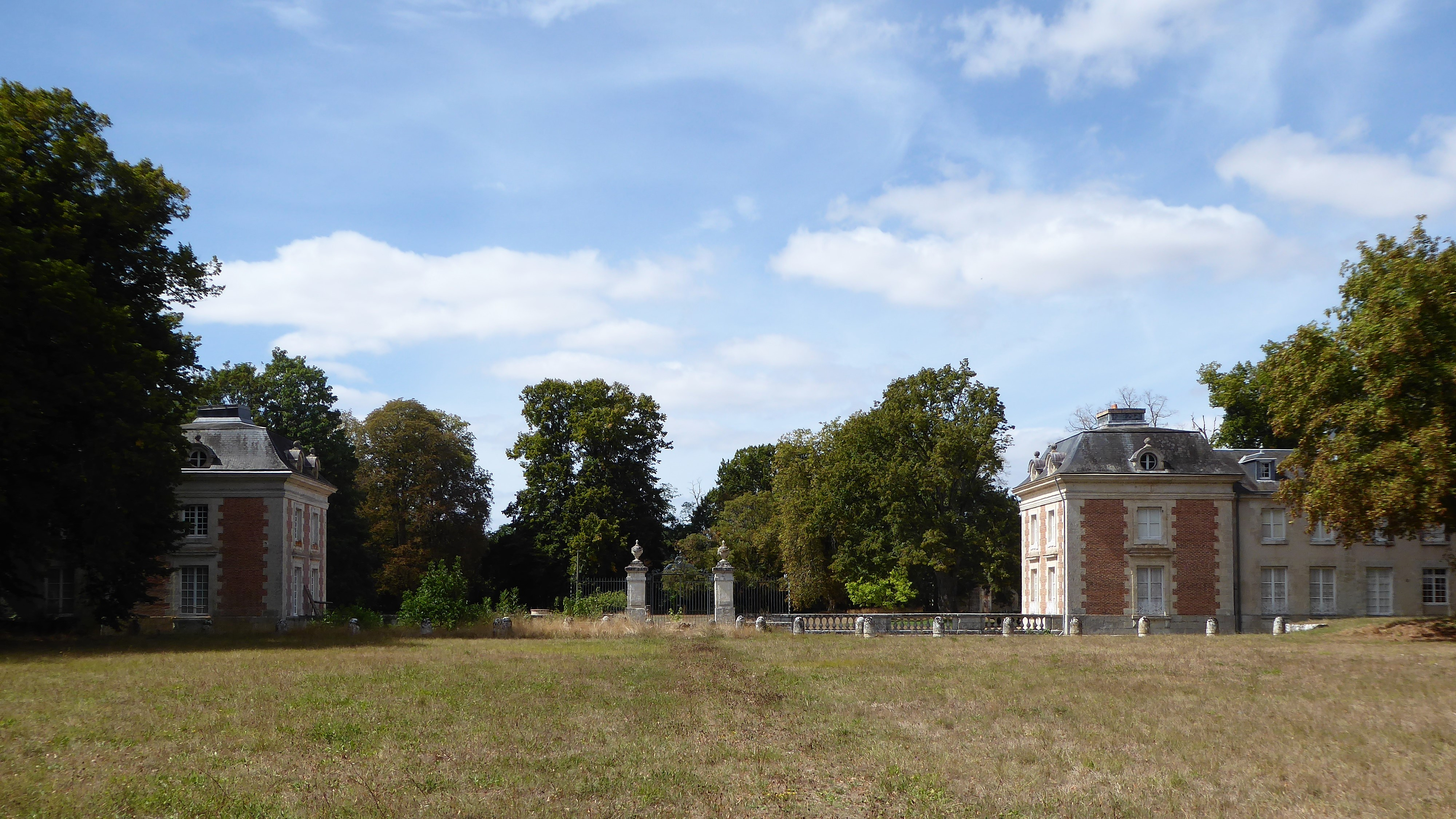
Le château de Montboissier (Eure-et-Loir).

Entre Chartres et Châteaudun, il construisit à partir de 1772 le château de Montboissier pour la vicomtesse de Montboissier née Marie Charlotte Madeleine Boutin. Il s'agissait d'un imposant édifice en brique et pierre avec un dôme central, qu'on peut rapprocher du château de Sourches, construit dix ans auparavant par Gabriel de Lestrade à Saint-Symphorien aux environs du Mans. Dans le grand appartement de Montboissier, Potain avait administré sa conception savante et raisonnée des ordres. « D'après un ancien état des lieux, la salle à manger était "décorée en grande architecture d'ordre toscan", le salon d'été "en architecture d'ordre corinthien", le superbe salon de compagnie "en architecture d'ordre ionique". Le vestibule séparait l'escalier d'honneur d'une chapelle palatine à deux niveaux. ». Vendu comme bien national sous la Révolution française, Montboissier fut partiellement détruit dès 1795 et n'est connu que par la gravure. Il en subsiste les pavillons d'entrée, la grille, les douves, un arc de triomphe et quelques fabriques dans le parc.
En 1776, Potain présenta deux projets pour le Palais de la Bourse de Nantes sur le site de l'île Feydeau, déjà proposé à cet effet par Pierre Vigné de Vigny. Mais Graslin préféra grouper la Bourse et le théâtre dans une même composition urbaine, d'où s'ensuivit une polémique et l'abandon du projet de Potain.
En 1776, Potain est contrôleur des bâtiments du roi chargé du château de Fontainebleau. La reine Marie-Antoinette souhaitait moderniser ses appartements. Richard Mique fait les dessins du boudoir turc dont il confie la réalisation à Potain.
En 1780, il prit part au concours pour la reconstruction du château de Versailles. Son projet a été conservé mais il ne paraît pas avoir reçu les 8 000 livres attribuées pour ce travail.
L'école nationale supérieure des beaux-arts conserve de lui six dessins pour une « salle de spectacles ». 
Son travail influença Jean-François Thomas de Thomon, notamment pour la Bourse de Saint-Pétersbourg (1805-1810).[réf. nécessaire]